# ماریا پیا فوسکو
ماریا پیا فوسکو (ایتالیایی: Maria Pia Fusco؛ ۸ ژوئیهٔ ۱۹۳۹ – ۱۳ دسامبر ۲۰۱۶) یک روزنامه‌نگار، نویسنده و هنرپیشه اهل ایتالیا بود.
از فیلم‌های او می‌توان به ریش آبی، هیتلر: ده روز آخر، سالن کیتی، امانوئل در آمریکا، امانوئل در بانکوک و امانوئل – خشونت علیه زنان چرا؟ اشاره کرد.